# تنيس
تنيس بكسر التاء وكسر وتشديد النون وأحيانا تسمى ب «تل تنيس» أو «كوم تنيس» ((بالقبطية: ⲑⲉⲛⲛⲉⲥⲓ)‏، (بالإنجليزية: Tinnis)‏ أو (بالإنجليزية: Tennis)‏ أو (بالإنجليزية: Thennesos)‏ أو (بالإنجليزية: Tenesos)‏ أو (بالإنجليزية: Kom Tennis)‏، (باليونانية: Θεννησος)‏ أو (باليونانية: Θενησσος)‏ أو (باليونانية: Τενεσος)‏، (باللاتينية: Thennisus) ) هي جزيرة مصرية تقع في محافظة بورسعيد في مصر جنوب غرب مدينة بورسعيد وعلى بعد تسعة كيلومترات منها في بحيرة المنزلة.
كانت تنيس مدينة مصرية زاهرة في العصور الإسلامية وكانت تقوم على جزيرة في الشمال الشرقي من البحيرة التي كانت تحمل اسمها في العصور الوسطى «بحيرة تنيس» وهي المعروفة الآن ببحيرة المنزلة، حيث كان بها ميناء هاما لتصدير المنتجات الزراعية المصرية وكانت تشتهر بصناعة النسيج في مصر، ونظرا لبراعة أهل تنيس في صناعات النسيج فقد كان يعهد إليهم سنويا بتصنيع كسوة الكعبة المشرفة، تعرضت تنيس للعديد من الغزوات ابان الحملات الصليبية وهي المعروفة الآن ببحيرة المنزلة، حيث أمر السلطان صلاح الدين يوسف بن أيوب في سنة 588 هجرية (1192 ميلادية) باخلائها من السكان وألا يبقى فيها غير المقاتلة للدفاع عنها ، ومن بعده أمر السلطان الكامل محمد بن العادل الأيوبي في عام 624 هجريه الموافق 1226 م بهدم المدينة وتخريبها وتهجير أهلها البالغ عددهم وقتها 50 ألف نسمة حتى لا يستطيع جنود الصليبيين الوصول عن طريقها للعاصمة، فقد كانوا حينذاك على أهبة الاستعداد بإرسال الحملة الصليبية الخامسة في سنة 630 هجرية (1219 ميلادية) بقيادة جان دي بريين، فنزلت على دمياط ثم منيت بالفشل، وهكذا اندثرت مدينة من أكبر مدن مصر الصناعية والحربية في العصور الوسطى ثم نكاد لا نجد لها ذكرا بعد ذلك إلا في بعض إشارات في كتب الرحالة الأوروبيين من هؤلاء فرا نيكولو "Fra Niccolò da Poggibonsi" في سنة 1345 ميلادية (القرن الخامس الهجري) حيث يفهم مما قال أنه لم يكن بالمدينة غير القلعة تقيم بها حامية للدفاع حيث دفع لقائد هذه الحامية ضريبة عن نفسه وأصحابه، وفي سنة 1421 ميلادية (القرن التاسع الهجري) زارها الرحالة جيلبرت دي لانوي "Guillebert de Lannoy" فلم يجد بها إلا أنقاضا.

## أعلام
- ابن وكيع التنيسي.
- ابن بسام المحتسب.
- نافع بن العباس التنيسي.